# Tartós állami tulajdonú társasági részesedéssel működő társaságok
A Magyarországon nemzetgazdasági szempontból kiemelt jelentőségű nemzeti vagyonban tartandó állami tulajdonban álló társasági részesedést a nemzeti vagyonról szóló 2011. évi CXCVI. törvény 2. melléklete sorolja fel, az állami részesedés legalacsonyabb mértéke megjelölésével (Társaság neve + tartós állami részesedés legalacsonyabb mértéke).
(A 2011. évi CXCVI. törvény melléklete  hatályon kívül helyezte a  Magyarországon tartós állami tulajdonú társasági részesedéssel működő társaságok lényegileg azonos tartalmú (!) listáját, amelyet  az állami vagyonról szóló 2007. évi CVI. törvény melléklete sorolt fel, az állami tulajdon arányának megjelölésével.)
| Magyar Villamos Művek Zrt.                               | 75%+1 szavazat |  |
| Bakonyerdő Erdészeti és Faipari Zrt.                     | 100%           |  |
| DALERD Délalföldi Erdészeti Zrt.                         | 100%           |  |
| ÉSZAKERDŐ Erdőgazdasági Zrt.                             | 100%           |  |
| Gemenci Erdő- és Vadgazdaság Zrt.                        | 100%           |  |
| GYULAI Erdészeti és Vadászati Zrt.                       | 100%           |  |
| Ipoly Erdő Zrt.                                          | 100%           |  |
| Kisalföldi Erdőgazdasági Zrt.                            | 100%           |  |
| KEFAG Kiskunsági Erdészeti és Faipari Zrt.               | 100%           |  |
| EGERERDŐ Erdészeti Zrt.                                  | 100%           |  |
| Mecsekerdő Zrt.                                          | 100%           |  |
| NEFAG Nagykunsági Erdészeti és Faipari Zrt.              | 100%           |  |
| NYÍRERDŐ Nyírségi Erdészeti Zrt.                         | 100%           |  |
| Pilisi Parkerdő Zrt.                                     | 100%           |  |
| SEFAG Erdészeti és Faipari Zrt.                          | 100%           |  |
| Szombathelyi Erdészeti Zrt.                              | 100%           |  |
| TAEG Tanulmányi Erdőgazdaság Zrt.                        | 100%           |  |
| VADEX Mezőföldi Erdő- és Vadgazdálkodási Zrt.            | 100%           |  |
| Vértesi Erdészeti és Faipari Zrt.                        | 100%           |  |
| Zalaerdő Erdészeti Zrt.                                  | 100%           |  |
| Budapesti Erdőgazdaság Zrt.                              | 100%           |  |
| Kaszó Erdőgazdaság Zrt.                                  | 100%           |  |
| VERGA Veszprémi Erdőgazdaság Zrt.                        | 100%           |  |
| HM Armcom Zrt.                                           | 100%           |  |
| HM Currus Zrt.                                           | 100%           |  |
| HM Arzenál Zrt.                                          | 100%           |  |
| Magyar Export-Import Bank Zrt.                           | 100%           |  |
| Magyar Exporthitel Biztosító Zrt.                        | 100%           |  |
| Magyar Posta Zrt.                                        | 75%+1 szavazat |  |
| MÁV Magyar Államvasutak Zrt.                             | 100%           |  |
| Győr–Sopron–Ebenfurti Vasút Zrt.                         | 65,6%          |  |
| HungaroControl Magyar Légiforgalmi Szolgálat Zrt.        | 100%           |  |
| Magyar Fejlesztési Bank Zrt.                             | 100%           |  |
| Hortobágyi Természetvédelmi és Génmegőrző Nonprofit Kft. | 100%           |  |
| HM Elektronikai, Logisztikai és Vagyonkezelő Zrt.        | 100%           |  |
| Államadósság Kezelő Központ Zrt.                         | 100%           |  |
| Garantiqa Hitelgarancia Zrt.                             | 25%+1 szavazat |  |
| Regionális Fejlesztési Holding Zrt.                      | 100%           |  |
| Nemzeti Infokommunikációs Szolgáltató Zrt.               | 100%           |  |
| Tiszavíz Vízerőmű Energetikai Kft.                       | 100%           |  |
| Concordia Közraktár Kereskedelmi Zrt.                    | 100%           |  |
| Radioaktív Hulladékokat Kezelő Közhasznú Nonprofit Kft.  | 100%           |  |
| Szerencsejáték Zrt.                                      | 100%           |  |
| Bábolna Nemzeti Ménesbirtok Kft.                         | 100%           |  |
| Mezőhegyesi Állami Ménes Lótenyésztő- és Értékesítő Kft. | 100%           |  |
| Dunamenti Regionális Vízmű Zrt.                          | 75%+1 szavazat |  |
| Dunántúli Regionális Vízmű Zrt.                          | 75%+1 szavazat |  |
| Észak-dunántúli Regionális Vízmű Zrt.                    | 75%+1 szavazat |  |
| Észak-magyarországi Regionális Vízművek Zrt.             | 75%+1 szavazat |  |
| Tiszamenti Regionális Vízművek Zrt.                      | 75%+1 szavazat |  |
| Herendi Porcelánmanufaktúra Zrt.                         | 25%+1 szavazat |  |
| Országos Hulladékgazdasági Ügynökség Nonprofit Kft.      | 100%           |  |
| Kincsem Nemzeti Lóverseny és Lovas Stratégiai Kft.       | 100%           |  |
| Magyar Lóversenyfogadást Szervező Kft.                   | 100%           |  |
| Diákhitel Központ Zrt.                                   | 100%           |  |
| Magyar Nemzeti Vagyonkezelő Zrt.                         | 100%           |  |
| Állami Autópálya Kezelő Zrt.                             | 100%           |  |
| Nemzeti Infrastruktúra Fejlesztő Zrt.                    | 100%           |  |
| Magyar Közút Nonprofit Zrt.                              | 100%           |  |
| Magyar Turizmus Zrt.                                     | 100%           |  |
| Vasúti Pályakapacitás-elosztó Kft.                       | 100%           |  |
| Hollóházi Hungarikum Nonprofit Kft.                      | 50%+1 szavazat |  |
| RÁBA Járműipari Holding Nyrt.                            | 50%+1 szavaz   |  |